# Runestenen Sandby 2
Runestenen Sandby 2 er en runesten, fundet i Sandby i 1500-tallet. Brudstykket sad på Worms tid i Sandby Kirke som hjørnegrundsten i skibets sydøstlige hjørne med nederste del opad, så kun 3-4 runer var synlige. Stenen blev taget ud i 1931 og er nu opstillet på kirkegården.

## Indskrift
| Translitteration | Side A askl : sati : st... asi : at : tufa : -(r)(u)þr : s(i)n : h--... Side B : in : kru... |
| Transskription   | Ǣskæll satti st[ēn]/st[ēna] [þ]æssi/þāsi at Tōfa [b]rōð[u]r sinn ... æn Krōkr(?) ...         |
| Oversættelse     | Eskil satte denne sten efter sin broder Tue... Og… Krog(?) …                                 |